# Euoticus elegantulus
Il galagone dalle unghie ad ago occidentale (Euoticus elegantulus) è una specie di primate strepsirrino della famiglia dei galagidi.

## Distribuzione
Questo animale è diffuso nella fascia costiera di Nigeria e Camerun, in Guinea Equatoriale (parte continentale), Gabon e Repubblica del Congo: pare sia stata segnalata la sua presenza anche in Zaire e Angola.

Predilige le aree di foresta pluviale, dove occupa le chiome degli alberi fino a 50 m d'altezza.

## Descrizione

### Dimensioni
Misura circa mezzo metro di lunghezza, di cui più di metà spetta alla coda. Il peso si aggira attorno ai 300g.

### Aspetto
Il pelo è folto e morbido, di un caldo color cannella: è spesso presente una banda scura che percorre la spina dorsale.
La testa è grossa e rotonda, con un muso corto e due grandi occhi da animale notturno: le orecchie sono anch'esse di grandi dimensioni. L'animale può ruotare la testa di 180° nelle due direzioni, il che compensa la relativa immobilità degli occhi. Oltre agli incisivi inferiori che formano un pettine, questi animali hanno anche un secondo pettine carnoso sotto la lingua.

Questi animali devono il nome alla particolare conformazione delle unghie, che sono sottili ed allungate, ad eccezione del dito indice delle mani posteriori, che possiede un'unghia speciale per il grooming. Le dita sono lunghe e presentano i polpastrelli rigonfi per una migliore presa sui rami lisci.

## Biologia
Questi animali sono considerati notturni e solitari, anche se non sono né notturni e né solitari nel senso stretto del termine: si nutrono solitamente durante la notte, le femmine in gruppi ed i maschi da soli, mentre al mattino le femmine formano gruppi matriarcali che mantengono i legami tramite il grooming e leccandosi a vicenda. Durante il giorno, i galagoni dormono in gruppi che possono raggiungere i 20 individui.

Si tratta di animali territoriali, che marcano un territorio con urina e secreti ghiandolari ed emettono una gamma di suoni per avvertire eventuali intrusi dello sconfinamento. Solitamente, i territori sono gestiti da un maschio grosso e pesante, il quale tollera tuttavia la presenza di maschi più piccoli nella periferia del territorio, che solitamente è sovrapposto a quello di più femmine.

Possono spiccare balzi di 12 m di lunghezza: durante il salto, estendono al massimo zampe anteriori e posteriori, sì da poter contare su un effetto paracadute.

Da studi fatti negli anni '40 è emerso che questi galagoni sono portatori sani della febbre gialla: vanno perciò tenuti in quarantena per molto tempo per assicurarsi che non contagino delle persone.

### Alimentazione
Questi animali si nutrono principalmente di gomma, anche se non disdegnano di integrare saltuariamente la dieta con insetti e frutti.

I galagoni dalle unghie ad ago sono soliti compiere percorsi regolari di albero in albero, suggendo la gomma da un ramo diverso ogni notte.

### Riproduzione
Se la disponibilità di cibo è elevata, la femmina può portare a termine con successo due gravidanze all'anno: picchi delle nascite si hanno in piena estate ed in pieno inverno australi.

La gestazione dura 4 mesi, al termine dei quali viene dato alla luce un unico cucciolo: per evitare fenomeni di infanticidio da parte del maschio, la madre si nasconde per tre giorni dopo il parto. Il piccolo viene svezzato attorno al mese e mezzo d'età, e a 4 mesi si separa dalla madre, anche se dovrà aspettare l'anno prima di essere completamente cresciuto.
La speranza di vita di questi animali è di 10-15 anni in cattività, mentre in natura scende a 3-4 anni.